# Огненный барбус
Огненный барбус, или огненный пунтиус (лат. Pethia conchonius) — вид лучепёрых рыб семейства карповых. Впервые описан Фрэнсисом Бьюкененом-Гамильтоном в 1822 году.

## Ареал
Населяет воды Бангладеш, северо-востока Индии, некоторые другие регионы Юго-Восточной Азии. Предпочитает стоячую воду.

## Описание
Тело овальной формы, плоское с боков. Усиков нет. Длина в аквариуме до 5 см, в природе — до 8 см.
Половой диморфизм ярко выражен — самка светло-оливкового или слегка желтоватого цвета, самец имеет сильный огненный отлив (за это рыбка и получила своё название), в состоянии возбуждения огненный оттенок усиливается. У самца в начале хвостового стебля чёрное пятно. Готовая к нересту самка сильно полнеет.

## Содержание и разведение
Огненные барбусы предпочитают воду температурой 18—25 °C, жесткостью 4—18°, с активной реакцией 6,5—7,5 (около нейтральной). Если планируется разведение, то содержать рекомендуется при нижнем пороге температур, так же огненный барбус без каких либо последствий переживает понижение температуры воды вплоть до 15 градусов. 
Огненных барбусов лучше кормить живым кормом — мотылем, дафнией, коретрой, изредка — трубочником, но нормально переносит кормление качественными сухими кормами в хлопьях. Дополнительно нуждается в растительной подкормке, которой могут служить ошпаренные листья салата, одуванчика.
Разведение несложное. На протяжении нескольких дней рацион питания увеличивается за счёт живых кормов, температура воды в аквариуме повышается на 1—2 градуса. Возможно, но необязательно раздельное содержание самцов и самок в этот период. Когда брюшко самки наполнится икрой, её с двумя самцами отсаживают в отдельный нерестовый аквариум объёмом 10—15 литров с уровнем воды не более 15 см. Дно накрывают сепараторной сеткой, для предотвращения поедания икры производителями. На дне обязательны зелёные растения, например, яванский мох. Температура в нерестилище на 2—3 °C выше той, при которой рыбки содержались. Нерест происходит утром. Производителей убирают. Икра инкубируется 1,5—2 суток, личинки плывут через 3—4 суток. Стартовый корм — инфузории, другая «живая пыль». Половая зрелость наступает в 6—8 месяцев.

## Дополнительные сведения
Выведена форма с вуалевыми плавниками — «солнечный барбус». Огненный барбус скрещивается с алоплавничным, чёрным (потомство бесплодно) и алым барбусами.